# David Hasselhoff
David Michael Hasselhoff (Baltimore, Maryland, 17. srpnja 1952.), američki glumac, pjevač i producent. Popularnost je stekao 1980-ih ulogom u tv seriji Knight Rider i 1990-ih u serijalu Spasilačka služba.

## Privatni život
Godine 1984. oženio se s Catherinom Hickland s kojom je bio u braku do 1989. kada se vjenčao s Pamelom Bach s kojom ima dvije kćeri. Par se razveo 2006. godine.

## Filmografija

### Film
- The Lion Roars Again (1975.)
- Revenge of the Cheerleaders (1976.)
- Starcrash (1979.)
- Strong Times (1988.)
- Three Crazy Jerks II (1988.)
- Witchery (1988.)
- Bail Out (1989.)
- The Final Alliance (1990.)
- Neon City (1992.)
- Dear God (1996.)
- Legacy (1998.)
- The Big Tease (1999.)
- The Target Shoots First (2000.)
- Welcome to Hollywood (2000.)
- Layover (2001.)
- The New Guy (2002.)
- Fugitives Run (2003.)
- Dodgeball: A True Underdog Story (2004.)
- A Dirty Shame (2004.)
- The SpongeBob SquarePants Movie (2004.)
- Eurotrip (2005.)
- Click (2006.)
- Kickin' It Old Skool (2007.)
- Anaconda 3: Offspring (2008.)
- Command and Conquer Red Alert 3 (2008.)
- Kung Fury (2015.)

### Televizija (filmovi, serije i emisije)
- The Young and the Restless (1975. – 1982.)
- Griffin and Phoenix: A Love Story (1976.)
- Pleasure Cove (1979.) (pilot)
- Semi-Tough (1980.) (pilot)
- Knight Rider (1982. – 1986.)
- The Cartier Affair (1984.)
- Bridge Across Time (1985.)
- Perry Mason: The Case of the Lady in the Lake (1988.)
- Fire and Rain (1989.)
- Spasilačka služba (1989. – 2000.)
- Knight Rider 2000 (1991.)
- The Bulkin Trail (1992.)
- Ring of the Musketeers (1992.)
- Avalanche (1994.)
- Spasilačka služba: Noći (1995. – 1997.)
- Gridlock (1996.)
- Night Man (1997.) (pilot)
- Nick Fury: Agent of S.H.I.E.L.D. (1998.)
- Whose Line Is It Anyway? (2000.) (epizodna uloga)
- One True Love (2000.)
- Jekyll & Hyde (2001.)
- Shaka Zulu: The Citadel (2001.)
- Spasilačka služba: Vjenčanje na Havajima (2003.)
- Still Standing (2006.)
- Wildboyz (2006) (epizodna uloga)
- America's Got Talent (2006–2009.)
- Knight Rider (2008. NBC Movie)
- The Hoff: When Scott Came to Stay (2009.)
- Meet The Hasselhoffs (2009.)
- Robot Chicken (2006. – 2009.)
- WWE Monday Night Raw (gostujući voditelj - 12. travnja 2010.)

## Vanjske poveznice
- Službene stranice
- IMDb - David Hasselhoff